# Reprezentacja Polski w skokach narciarskich 2008/2009
Reprezentacja Polski w skokach narciarskich 2008/09
Skład reprezentacji na sezon 2008/09 został ogłoszony oficjalnie 23 kwietnia 2008 podczas posiedzenia zarządu PZN. 
W porównaniu z poprzednim sezonem, zmienił się podział reprezentacji na kadry. Kadra A została oficjalnie nazwana kadrą Vancouver 2010. Miejsce kadry B zajęła kadra młodzieżowa, natomiast usunięto dotychczasową młodzieżówkę, zwaną też kadrą C. Nie powołano także centrów szkoleniowych.

## Kadra A

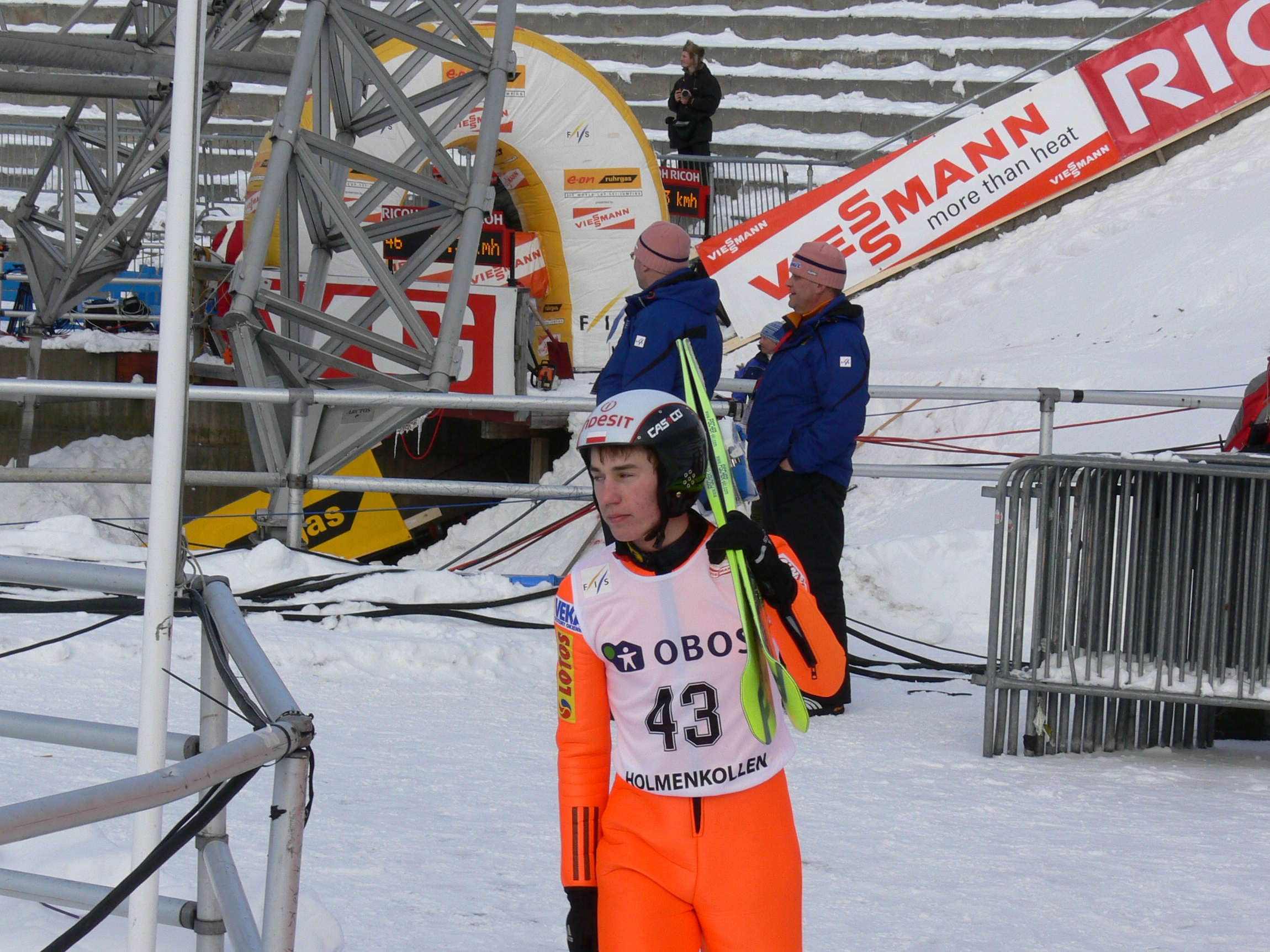
Kamil Stoch
kadra A

### Zawodnicy
- Marcin Bachleda (Wisła Zakopane)
- Stefan Hula (Sokół Szczyrk)
- Maciej Kot (Start Krokiew Zakopane)
- Łukasz Rutkowski (Wisła Zakopane)
- Adam Małysz (KS Wisła Ustronianka)
- Krzysztof Miętus (Start Krokiew Zakopane)
- Kamil Stoch (Poroniec Poronin)
- Piotr Żyła (KS Wisła Ustronianka)

### Sztab szkoleniowo-przygotowawczy
- Łukasz Kruczek (trener główny)
- Hannu Lepistö (trener Adama Małysza)
- Zbigniew Klimowski (I asystent trenera głównego)
- Robert Mateja (II asystent trenera głównego)
- Rafał Kot (fizjoterapeuta)
- Jerzy Żołądź (fizjolog)
- Kamil Wódka (psycholog)
- Aleksander Winiarski (lekarz)
- Piotr Krężałek (biomechanik)
- Maciej Maciusiak (serwisman)

## Kadra młodzieżowa
- Mateusz Cieślar (KS Wisła Ustronianka)
- Wojciech Gąsienica-Kotelnicki (Start Krokiew Zakopane)
- Jakub Kot (Start Krokiew Zakopane)
- Dawid Kowal (Start Krokiew Zakopane)
- Kamil Kowal (Start Krokiew Zakopane)
- Dawid Kubacki (Wisła Zakopane)
- Grzegorz Miętus (Start Krokiew Zakopane)
- Klemens Murańka (Wisła Zakopane)
- Andrzej Zapotoczny (Start Krokiew Zakopane)

### Sztab szkoleniowo-przygotowawczy
- Adam Celej (trener główny)
- Piotr Fijas (asystent trenera)
- Michał Obtułowicz (fizjoterapeuta)
- Grzegorz Sobczyk (serwisman)
- Krzysztof Sobański (trener współpracujący)

## Sezon zimowy

### Puchar Świata

#### Wyniki konkursów indywidualnych
| Zawodnik         | Ruka | Trondheim | Trondheim | Pragelato | Pragelato | Engelberg | Engelberg | Oberstdorf | Garmisch-Partenkirchen | Innsbruck | Bischofshofen | Bad Mitterndorf | Bad Mitterndorf | Zakopane | Zakopane | Whistler | Whistler | Sapporo | Willingen | Klingenthal | Oberstdorf | Lahti | Kuopio | Lillehammer | Vikersund | Planica | Planica | pkt. |
| ---------------- | ---- | --------- | --------- | --------- | --------- | --------- | --------- | ---------- | ---------------------- | --------- | ------------- | --------------- | --------------- | -------- | -------- | -------- | -------- | ------- | --------- | ----------- | ---------- | ----- | ------ | ----------- | --------- | ------- | ------- | ---- |
| Adam Małysz      | 14   | 25        | 27        | -         | -         | 21        | 18        | 27         | 37                     | 15        | -             | -               | -               | 8        | 12       | 8        | 4        | -       | 27        | 9           | -          | 24    | 3      | 4           | 8         | 2       | 2       | 549  |
| Kamil Stoch      | 48   | 46        | 47        | -         | -         | NQ        | NQ        | -          | 47                     | 27        | 28            | -               | -               | 11       | 14       | 19       | 24       | 13      | 35        | 41          | -          | NQ    | 45     | 42          | NQ        | 10      | 8       | 146  |
| Stefan Hula      | NQ   | -         | -         | -         | -         | -         | -         | -          | -                      | -         | -             | -               | -               | 18       | 39       | 34       | 32       | 10      | 38        | 50          | -          | 39    | 26     | 38          | 24        | DSQ     | -       | 51   |
| Rafał Śliż       | -    | -         | -         | -         | -         | -         | -         | -          | -                      | -         | -             | -               | -               | 13       | 33       | -        | -        | -       | 18        | 37          | -          | -     | -      | -           | -         | -       | -       | 33   |
| Łukasz Rutkowski | NQ   | NQ        | NQ        | -         | -         | 27        | NQ        | NQ         | -                      | -         | NQ            | -               | -               | 39       | 24       | -        | -        | -       | -         | -           | -          | 26    | NQ     | NQ          | NQ        | 18      | NQ      | 29   |
| Krzysztof Miętus | -    | -         | -         | -         | -         | -         | -         | -          | -                      | -         | -             | -               | -               | 22       | 35       | -        | -        | -       | -         | -           | -          | -     | -      | -           | -         | -       | -       | 9    |
| Piotr Żyła       | -    | -         | -         | -         | -         | 44        | NQ        | 34         | 41                     | 46        | 36            | -               | -               | 29       | 29       | -        | NQ       | 38      | -         | -           | -          | -     | -      | -           | -         | -       | -       | 4    |
| Marcin Bachleda  | 29   | NQ        | 37        | -         | -         | 45        | 48        | NQ         | NQ                     | NQ        | -             | -               | -               | 30       | NQ       | -        | 45       | 40      | -         | -           | -          | -     | -      | -           | -         | -       | -       | 3    |
| Maciej Kot       | -    | -         | -         | -         | -         | -         | -         | -          | -                      | -         | 35            | -               | -               | -        | 47       | -        | -        | -       | -         | -           | -          | -     | -      | -           | -         | -       | -       | 0    |
| Jakub Kot        | -    | -         | -         | -         | -         | -         | -         | -          | -                      | -         | -             | -               | -               | 45       | -        | -        | -        | -       | -         | -           | -          | -     | -      | -           | -         | -       | -       | 0    |
| Dawid Kubacki    | -    | -         | -         | -         | -         | -         | -         | -          | -                      | -         | -             | -               | -               | 49       | -        | -        | -        | -       | -         | -           | -          | -     | -      | -           | -         | -       | -       | 0    |
| Tomasz Pochwała  | -    | -         | -         | -         | -         | -         | -         | -          | -                      | -         | -             | -               | -               | -        | NQ       | -        | -        | -       | -         | -           | -          | -     | -      | -           | -         | -       | -       | 0    |

#### Wyniki konkursów drużynowych
| Miejsce | Dzień        | Rok  | Miejscowość | Skocznia          | Punkt K | HS     | Skład                         | Najdłuższy skok     | Nota      | Strata    | Zwycięzca |
| ------- | ------------ | ---- | ----------- | ----------------- | ------- | ------ | ----------------------------- | ------------------- | --------- | --------- | --------- |
| 7.      | 29 listopada | 2008 | Ruka        | Rukatunturi       | K-120   | HS-142 | Stoch, Bachleda, Hula, Małysz | 133.0 m (A. Małysz) | 437.2 pkt | 102.9 pkt | Finlandia |
| 8.      | 6 lutego     | 2009 | Willingen   | Mühlenkopfschanze | K-130   | HS-145 | Śliż, Stoch, Hula, Małysz     | 127.5 m (A. Małysz) | 690.1 pkt | 212.8 pkt | Austria   |